# Каскад ГЭС на Мадейре
Каскад ГЭС на реке Мадейра проектируется и строится с 2008 года. К 2017 году введены в строй две низконапорные ГЭС Санту Антониу и Жирау (7,32 ГВт) в Бразилии. Продолжают проектироваться гидроэлектростанции на территории Боливии.
На данный момент состоит из низконапорных русловых ГЭС, основным предназначением которых является производство электроэнергии и улучшение условий судоходства на участках водохранилищ. В силу зависимости местной экономики от паводка, в период которого осуществляется навигация крупнотоннажных судов на реке, а также по причине стремления минимизировать воздействие на окружающую среду при создании водохранилищ, задача регулирования стока реки при создании ГЭС не преследуется.